# ریچارد ریپلی
ریچارد ریپلی (انگلیسی: Richard Ripley; ۲۳ ژوئن ۱۹۰۱ – ۱ ژوئیهٔ ۱۹۹۶) ورزشکار دو و میدانی اهل بریتانیا بود.